# BB84
Il BB84 è un protocollo crittografico quantistico di distribuzione delle chiavi per un sistema di crittografia sviluppato da Charles H. Bennett e Gilles Brassard nel 1984. Il protocollo fa uso di due caratteristiche fondamentali della meccanica quantistica: stati non ortogonali tra di loro, il teorema di no-cloning e il fatto che la misura possa disturbare lo stato. È stato il primo metodo di crittografia quantistica mai inventato ed è utilizzabile come metodo per comunicare in modo privato una chiave segreta tra due utenti per poi utilizzare un protocollo del tipo "cifrario di Vernam" per la crittazione.

## Descrizione
Alice, con lo scopo di mandare una chiave privata a Bob, estrae casualmente due stringhe a e b di n bit ciascuna. La prima stringa sarà il messaggio da mandare a Bob, mentre la seconda rappresenta la base in cui codificare ciascun bit della prima stringa. Alice, una volta codificata la prima stringa, avrà lo stato
{\displaystyle |\psi \rangle =\bigotimes _{i=1}^{n}|\psi _{a_{i}b_{i}}\rangle .}
dove {\displaystyle a_{i}} e {\displaystyle b_{i}} sono rispettivamente gli {\displaystyle i}-esimi bit di {\displaystyle a} e {\displaystyle b}. {\displaystyle |\psi _{a_{i}b_{i}}\rangle } rappresenta lo stato che si ottiene dalla codifica del bit {\displaystyle a_{i}} nella base data dal bit {\displaystyle b_{i}}. Se {\displaystyle b_{i}=1} Alice userà la base di Hadamard, mentre se {\displaystyle b_{i}=0} userà la base computazionale. Tutti i possibili casi sono i seguenti:
{\displaystyle |\psi _{00}\rangle =|0\rangle }
{\displaystyle |\psi _{10}\rangle =|1\rangle }
{\displaystyle |\psi _{01}\rangle =|+\rangle ={\frac {1}{\sqrt {2}}}|0\rangle +{\frac {1}{\sqrt {2}}}|1\rangle }
{\displaystyle |\psi _{11}\rangle =|-\rangle ={\frac {1}{\sqrt {2}}}|0\rangle -{\frac {1}{\sqrt {2}}}|1\rangle .}
I qubit sono ora in basi non mutuamente ortogonali, quindi è impossibile distinguerle tutte con certezza senza conoscere {\displaystyle b}.
Alice manda {\displaystyle |\psi \rangle } in un canale quantistico pubblico a Bob. Bob riceve uno stato {\displaystyle \varepsilon \rho =\varepsilon |\psi \rangle \langle \psi |}, dove {\displaystyle \varepsilon } rappresenta l'effetto del rumore nel canale e la presenza di un terzo intercettatore, chiamato Eve. Dopo che Bob ha ricevuto la stringa di qubit, tutte e tre le parti (Alice, Bob ed Eve) hanno i propri stati. Comunque, poiché solo Alice conosce {\displaystyle b}, è virtualmente impossibile sia per Bob che per Eve distinguere gli stati dei qubit. Inoltre, dopo che Bob ha ricevuto i qubit, sappiamo che è impossibile che Eve sia in possesso di una copia perfetta dei qubit mandati a Bob per il teorema di non clonazione, a meno che non abbia fatto una misura. La sua misura, però, rischia di disturbare il particolare qubit con probabilità ½ se lei sceglie la base sbagliata.
Bob procede nella generazione di una stringa di bit casuali {\displaystyle b'} della stessa lunghezza di {\displaystyle b}, e quindi misura la stringa che ha ricevuto da Alice,{\displaystyle a'}. A questo punto Alice e Bob annunciano pubblicamente (cioè su un canale pubblico che può essere ascoltato da tutti ma modificato da nessuno) le loro stringhe rispettivamente di misura e di codifica. Sia Alice che Bob, allora, scartano i qubit in {\displaystyle a} e {\displaystyle a'} dove {\displaystyle b} e {\displaystyle b'} non corrispondono.
Per tenere conto del rumore e dell'eventuale presenza di Eve, Alice e Bob pubblicano la metà dei {\displaystyle k} bit corrispondenti alla stessa base e verificano se più di una certa percentuale di questi corrisponde. Se la verifica è soddisfatta allora Alice e Bob procedono con le tecniche della correzione degli errori e dell'amplificazione privata per creare un certo numero di chiavi segrete condivise. In caso contrario significa che Eve ha alterato l'informazione, quindi devono fermare il protocollo e ricominciare dall'inizio la comunicazione in un canale più sicuro.